# Biblioteca Municipal Florbela Espanca

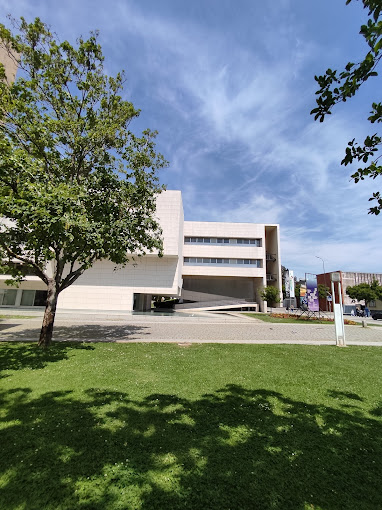
Biblioteca Municipal Florbela Espanca

A Biblioteca Municipal Florbela Espanca integra a Rede Nacional de Leitura Pública e cumpre as várias missões especificadas no Manifesto da Unesco sobre Bibliotecas Públicas. Disponibiliza no seu acervo aproximadamente 90 000 documentos disponíveis ao público, com cerca de 18 000 leitores inscritos. A biblioteca é ainda um espaço que acomoda outras competências, como a música, o cinema ou as tecnologias de informação.

## História
A Biblioteca foi fundada em junho de 1896, com a denominação de Biblioteca Popular de Bouças. Em abril de 1911 a Biblioteca passou a designar-se Biblioteca Popular de Matosinhos e, durante a 1.ª Grande Guerra fechou, tendo reaberto em 1919. Em dezembro de 1987, começou a funcionar no Palacete do Visconde de Trevões. Em 1990 em homenagem a uma das maiores poetisas portuguesas de sempre, que viveu os últimos anos de vida em Matosinhos, o nome foi alterado para Biblioteca Municipal Florbela Espanca. Em 2005 transfere-se para um novo edifício no “Centro Cultural de Matosinhos”. [carece de fontes?]

## Arquitetura
A biblioteca é projeto da autoria do arquiteto Alcino Soutinho. O novo edifício da biblioteca, inaugurado a 9 de maio de 2005,  foi desenhado para acolher a nova Biblioteca Municipal Florbela Espanca, a Galeria Municipal e o Arquivo Histórico. O edifício éstá rodeado  por um emblemático espelho de água, alia a praticabilidade dos espaços e a volumetria simetrica das suas linhas modernas, a materiais tradicionais.

## Programa de Leitura em Portugal
A Biblioteca Municipal Florbela Espanca faz parte do Programa de Leitura em Portugal. Uma iniciativa que visa promover a leitura e a literacia em Portugal. Este programa é direcionado a todas as faixas etárias, desde crianças a adultos, e tem como objetivo principal aumentar os níveis de leitura e compreensão de texto entre a população portuguesa.
Os principais objetivos do Programa de Leitura em Portugal e, no caso em especifico do concelho de Matosinhos incluem:
- Promover o gosto pela leitura
- Melhorar as competências de leitura e escrita
- Aumentar a frequência de leitura
- Fomentar a leitura como uma atividade de lazer

Para atingir estes objetivos, a Biblioteca Municipal Florbela Espanca utiliza várias estratégias, tais como:
- Organização de eventos de leitura e sessões de leitura
- Criação de clubes de leitura
- Hora do conto
- Encontros com autores

## Serviços
. Áudio -  jazz, o pop, o hip hop, o rock, a música clássica ou o fado
. Vídeo - clássicos portugueses ou recentes produções de Hollywood
. Internet - acesso gratuito
. Empréstimo domiciliário
. Consulta online
. Documentos audovisuais
. Auditório
. Biblioteca itinerante

## Biblioteca itinerante
A Biblioteca Itinerante é um serviço que implementa a prática para promover a leitura em Matosinhos a zonas que são mais afastadas da sede do concelho, como a dois estabelecimentos prisionais de Santa Cruz do Bispo, tanto o masculino, como o feminino, e às escolas da mesma freguesia. A Bliblioteca Itinerante tem como objetivo o incentivo à criação de hábitos de leitura e desenvolvimento de competências de compreensão.
Possui um acesso a uma variedade de livros e outros recursos de leitura e o empréstimo domiciliário de aproximadamente 4460 documentos.
Esta iniciativa vai de acordo com a promoção de Práticas de Promoção da Leitura nos Países da OCDE, que visa melhorar as habilidades de leitura e compreensão dos alunos, bem como promover o amor pela leitura.
http://www.planonacionaldeleitura.gov.pt/dbpnl/

## Galeria

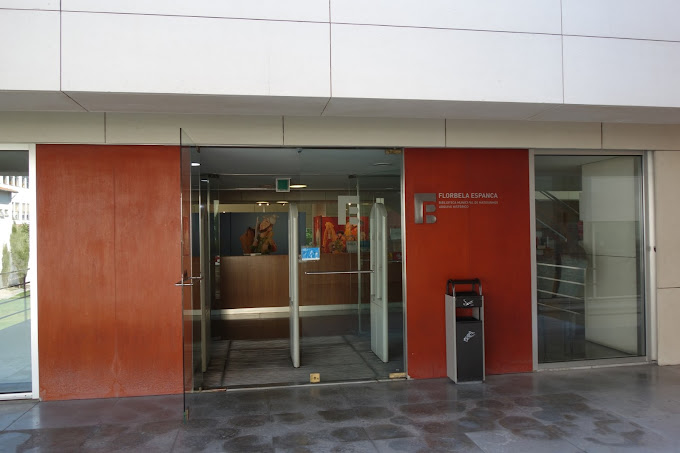

## Localização
A biblioteca fica localizada na Rua de Alfredo Cunha, está aberta de segunda-feira a sexta-feira, das 09h30 às 19h00 e sábado, das 09h30 às 13h00.

## Coordenadas
Latitude:        41.18360335780131
Longitude:     -8.68188411964934